# Elvira's Haunted Hills
Elvira's Haunted Hills (bra/prt: As Loucas Aventuras de Elvira) é uma comédia de terror independente, produzida nos Estados Unidos em 2001, dirigida por Sam Irvin e estrelada por Cassandra Peterson, que volta a interpretar a sua conhecida personagem Elvira, a Rainha das Trevas. O filme teve a sua estréia na Convenção Internacional de Fãs de The Rocky Horror Show. Na França, foi lançado no Festival de Cinema de Cannes e no Canadá em Just for Laughs. Em outros países, foi lançado diretamente em vídeo.

## Sinopse
Em 1851, nos montes Cárpatos, na Romênia, Elvira e sua criada Zou Zou, estão a caminho de Paris para uma apresentação de cancã quando são obrigadas a fugir da hospedaria onde estavam por não terem dinheiro para pagar o aluguel. No caminho são ajudadas por um estranho homem chamado Lord Vladimere Hellsubus que as leva para ficarem em seu castelo. Lá, descobrem que a falecida esposa do dono do castelo não está tão morta assim...

## Elenco
- Cassandra Peterson - Elvira, a Rainha das Trevas/Lady Elura Hellsubus
- Richard O'Brien - Lord Vladimere Hellsubus
- Mary Scheer - Lady Ema Hellsubus (a rapariga)
- Scott Atkinson - Dr. Bradley Bradley (o charlatão)
- Heather Hopper - Lady Roxanna Hellsubus (a criança cataléptica)
- Mary Jo Smith - Zou Zou
- Gabriela Andronache - Adriana (funcionária do estábulo )/Nicolau Hellsubus
- Jerry Jackson - O cavalheiro inglês
- Theodor Danetti - O  estalajadeiro

## Recepção
No site agregador de críticas Rotten Tomatoes, 71% das 14 resenhas dos críticos são positivas.
Em uma revisão menos positiva, Ty Burr no Boston Globe avaliou como "uma reminiscência" de The Ghost and Mr. Chicken. Em uma crítica positiva no New York Post, Lou Lumenick disse que o filme é "mais divertido do que muitos dos grandes estúdios por aí."

## Prêmios e indicações

### Prêmios
Provincetown International Film Festival
- Melhor filme - escolha do público: 2002